# Thaumastoderma bifurcatum
Thaumastoderma bifurcatum är en djurart som tillhör fylumet bukhårsdjur, och som beskrevs av Clausen 1991. Thaumastoderma bifurcatum ingår i släktet Thaumastoderma och familjen Thaumastodermatidae. Inga underarter finns listade i Catalogue of Life.